# Джуді (фільм, 2019)
«Джуді» (англ. Judy) — британський мюзикл режисера Руперта Гулда, байопік на основі п'єси «Кінець веселки» Пітера Квілтера. У головній ролі Рене Зеллвегер.

## Сюжет
Події фільму відбуваються у кінці 1960-х. Сюжет фільму розповідає про останні концерти Джуді Ґарленд, приурочені до 30-річчя кінофільму «Чарівник країни Оз», який зробив її знаменитістю.

## У ролях
- Рене Зеллвегер — Джуді Ґарленд (Премія «Оскар» за найкращу жіночу роль)
- Руфус С'юел — Сідні Лафт
- Майкл Гембон — Бернард Делфонд
- Фінн Віттрок — Міккі Дінс
- Джессі Баклі — Розалін Вайлдер
- Белла Рамзі — Лорна Лафт
- Енді Нейман — Ден
- Джон Дагліш — Лонні Донеган (британський співак)
- Джемма-Лі Деверьо — Лайза Міннеллі
- Фенелла Вулгар — Маргарет Гемільтон (виконавиця ролі Лихої Відьми Заходу)
- Філ Данстер — Бен
- Дарсі Шоу — Джуді Гарленд в дитинстві